# لقاح التيفوئيد الفموي الحي
لقاح التيفوئيد الفموي الحي ويسمى أيضاً لقاح الحمى التيفوئيدية الموَهَّن الحي  (بالإنجليزية: Ty21a)‏ وهو واحد من اثنين من لقاحات التيفوئيد الموصى بها حاليا من قبل منظمة الصحة العالمية (الآخر هو لقاح السداسي السكاريد المحفظة ).

## الإستخدامات الطبية
يوفر هذا اللقاح حماية ذات دلالة إحصائية للسنوات السبع الأولى. ويستخدم اللقاح بشكل أكثر شيوعًا لحماية المسافرين الذين يسافرون إلى البلدان الموبوءة، لكن بعض الوكالات الصحية تدعي أنه يمكن استخدام اللقاح في برامج الوقاية العامة على نطاق واسع. .
إن لقاح السكاريد السادس فعال أيضا في الوقاية من حمى التيفوئيد.

## وصلات إضافية
- Manufacturer's Product Page